# Dan Irwin
Dan Irwin (1945) è un ex sciatore alpino canadese.

## Biografia
Sciatore polivalente, Irwin debuttò in campo internazionale in occasione della Roch Cup 1965, ad Aspen il 29 gennaio in discesa libera (30º); in Coppa del Mondo esordì il 10 marzo 1967 a Franconia nella medesima specialità, infortunandosi gravemente (frattura di una gamba), conquistò il miglior risultato il 16 marzo 1968 ad Aspen in slalom speciale (12º), ottenne l'ultimo piazzamento il 31 gennaio 1971 a Megève in discesa libera (49º) e prese per l'ultima volta il via il 13 febbraio seguente a Mont-Sainte-Anne in slalom gigante, senza completare la prova. Non prese parte a rassegne olimpiche o iridate.

## Palmarès

### Campionati canadesi
- 1 medaglia (dati parziali):
  - 1 bronzo (discesa libera[6] nel 1969)